# 1480
Cette page concerne l'année 1480  du calendrier julien.
L'année 1480 est une année bissextile qui commence un samedi.

## Événements
- 5-6 janvier : le Flamand Eustache Delafosse, qui trafiquait pour son compte la malaguette et les esclaves en Guinée, est arraisonné par les Portugais de Diogo Cão à Saint-Georges-de-la-Mine. Ramené au Portugal, il est condamné avec ses compagnons à être pendu. Il parvient à s’évader (12 août) et à gagner Tolède, puis Bruges en février 1481[1].
- 6 mars : traité de Tolède[2]. Les Rois catholiques reconnaissent les conquêtes portugaises en Afrique.

- Début du règne de Nyahuma, roi du Monomotapa (fin en 1490).
  - À la mort du roi du Monomotapa (Zimbabwe) Moutapa (Matope) son fils Changa, qui gouverne les provinces centrales et méridionales du royaume se déclare indépendant du Monomotapa Nyahuma et fonde la dynastie des Changamiré. Il prend le titre arabe d’émir et le nom de Changamiré Ier (fin en 1495). Il créera un empire entre le Kalahari et l’océan[3].

- Les troupes du nouveau roi d'Éthiopie Eskender dévastent Dakar, capitale de l’Adal. Elles sont taillées en pièces par les musulmans à leur retour[4].

- Ibak, le chef turc Chaybanide du Tobol prend Tioumen au khan de Sibir[5].
- Le pont d'Adam, un isthme reliant l'Inde au Sri Lanka, est détruit par une tempête[6],[7].

### Europe
- 2 janvier : Mathias Corvin déclare pour la troisième fois la guerre à l'empereur Frédéric III ; il envahit la Styrie et prend le contrôle de l'archevêché de Salzbourg (février-mars)[8].
- 6 mars, Naples : Laurent de Médicis signe la paix avec Ferdinand Ier de Naples[9]. Ils forment une ligue contre le duc de Lorraine qui a des visées sur Naples.
- 10 et 19 avril : création du conseil des soixante-dix à Florence[10]. Laurent de Médicis accentue le caractère personnel de son pouvoir, et vide les anciennes hiérarchies de tout pouvoir, créant des mécontents.
- 20 avril : alliance de Venise avec le pape contre le roi de Naples[8].

- Avril : Ivan III de Moscou s’allie avec le khan de Crimée Mengli Giray pour combattre la Horde d'or et la Pologne[11].

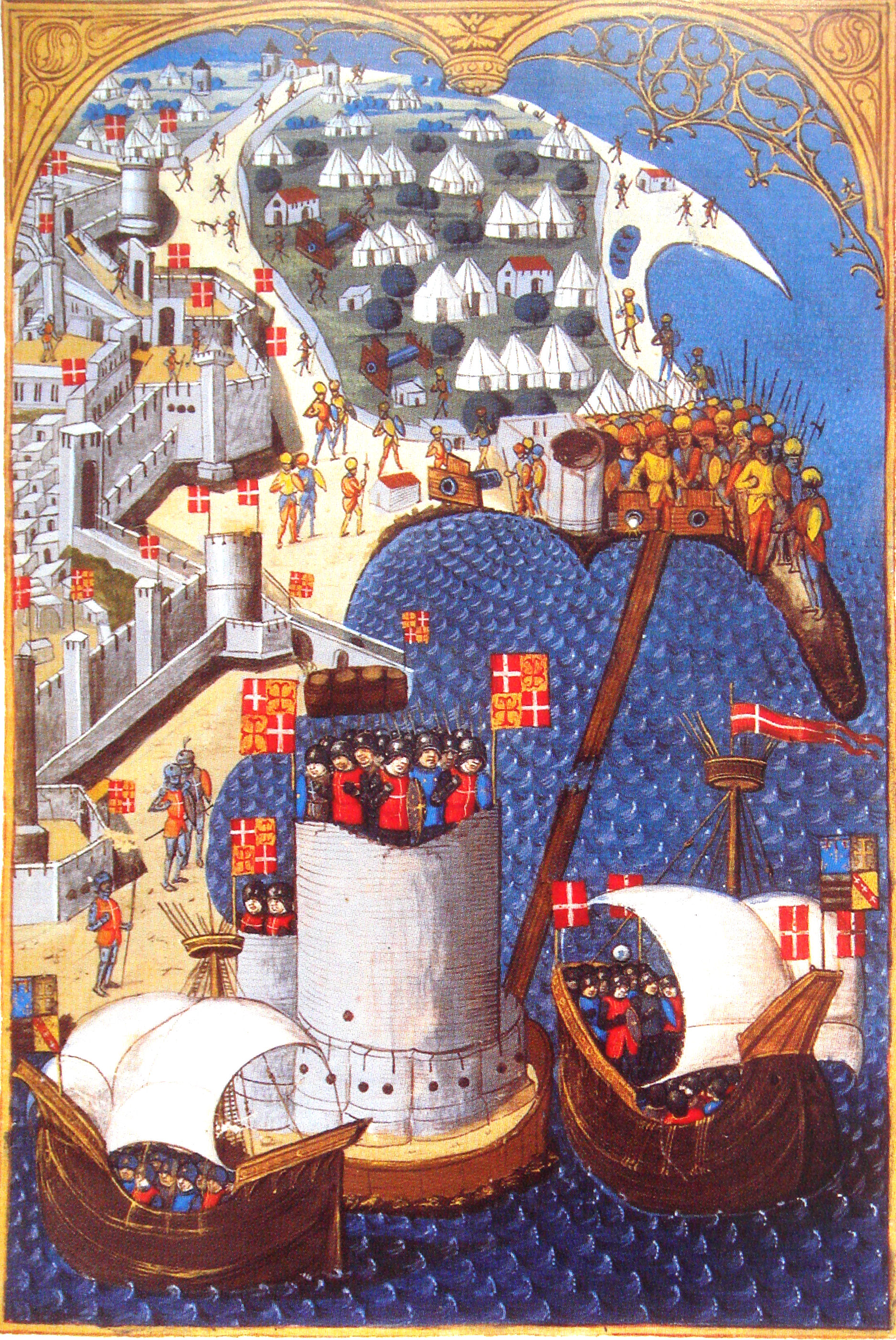
23 mai-28 juillet : siège de Rhodes. Miniature du maître du Cardinal de Bourbon, tirée du Gestorum Rhodie obsidionis commentarii de Guillaume Caoursin, BNF.

- 28 mai : clôture des Cortes de Tolède, qui instaurent un pouvoir fort en Castille[12] : les abus trop criants dans l’octroi des rentes et des pensions nobiliaires sont épurés. Ferdinand le Catholique se fait nommer grand maître des grands ordres militaires (leurs ressources, importantes, reviennent à la couronne). Le conseil royal, réorganisé, devient le principal vecteur gouvernemental. L’ordre est rétabli en Castille.

- 10 juillet : Charles devient duc d'Anjou et comte de Provence à la mort du roi René (fin en 1481)[13].
- 28 juillet :
  - Les Ottomans échouent dans leur siège de Rhodes, défendue par Pierre d'Aubusson[14].
  - Les Ottomans débarquent en Pouilles. Bataille d'Otrante[8].
- 29 juillet : Les Ottomans pénètrent en Autriche, ravagent la Carniole. Le 5 août ils traversèrent la Save et pénétrèrent en Carinthie. La Styrie est mise à sac et les populations massacrées[15].

- 10 août : Louis XI transfère le parlement de Bourgogne de Beaune à Dijon[16].
- 11 août : les Ottomans occupent Otrante (fin en 1481)[17].
- 4 septembre : Girolamo Riario prend Forlì au duc de Ferrare Hercule Ier[18].
- 27 septembre : nomination par les Rois Catholiques à Medina del Campo des deux premiers inquisiteurs de Castille, Juan de San-Martin et Miguel de Morillo[19]. Début des procès et des autodafés des conversos accusés de « crypto-judaïsme » en Castille et en Aragon. Plus de 700 conversos sont brûlés de 1481 à 1488 et leurs biens confisqués. Les Juifs pratiquants doivent vivre dans des quartiers réservés.
  - Les rois catholiques expulsent les Juifs des diocèses de Séville et de Cordoue. Les marranes de Séville tentent de résister mais leur complot est éventé par l’indiscrétion de la fille de leur chef Diego de Susan (La Susanna)[20].
  - Libro verde de Aragón, écrit par un juriste qui dresse des arbres généalogiques montrant que de nombreux notables d’Aragon ont des antécédents juifs[21].

- 8 octobre : Grande halte sur la rivière Ougra. Ivan III s’allie au khan de Crimée Mengli Giray et refuse de payer le tribut à la Horde d'or. Ahmad Khan marche contre lui et le rencontre sur les rives opposées de l’Ougra. Mais la Horde doit reculer faute de recevoir des renforts du roi de Pologne (11 novembre)[22]. Ivan III le Grand, prince de Moscou, devient le chef de toute la Russie. Il libère Moscou du joug mongol, s'autoproclame tsar de Moscou et commence l'unification de la Russie.
- Octobre : Étienne de Moldavie, isolé après la paix de Venise avec les Turcs, accepte de payer un tribut de 6000 ducats d’or à la Porte[23].

- 3 novembre : Ludovic Sforza exerce la régence à Milan[24].

- 3 décembre : réconciliation entre les Florentins et le Saint-Siège[25]. Louis XI de France intervient diplomatiquement en Italie pour rétablir la paix entre le pape et Laurent le Magnifique, alors que les Turcs sont à Otrante.

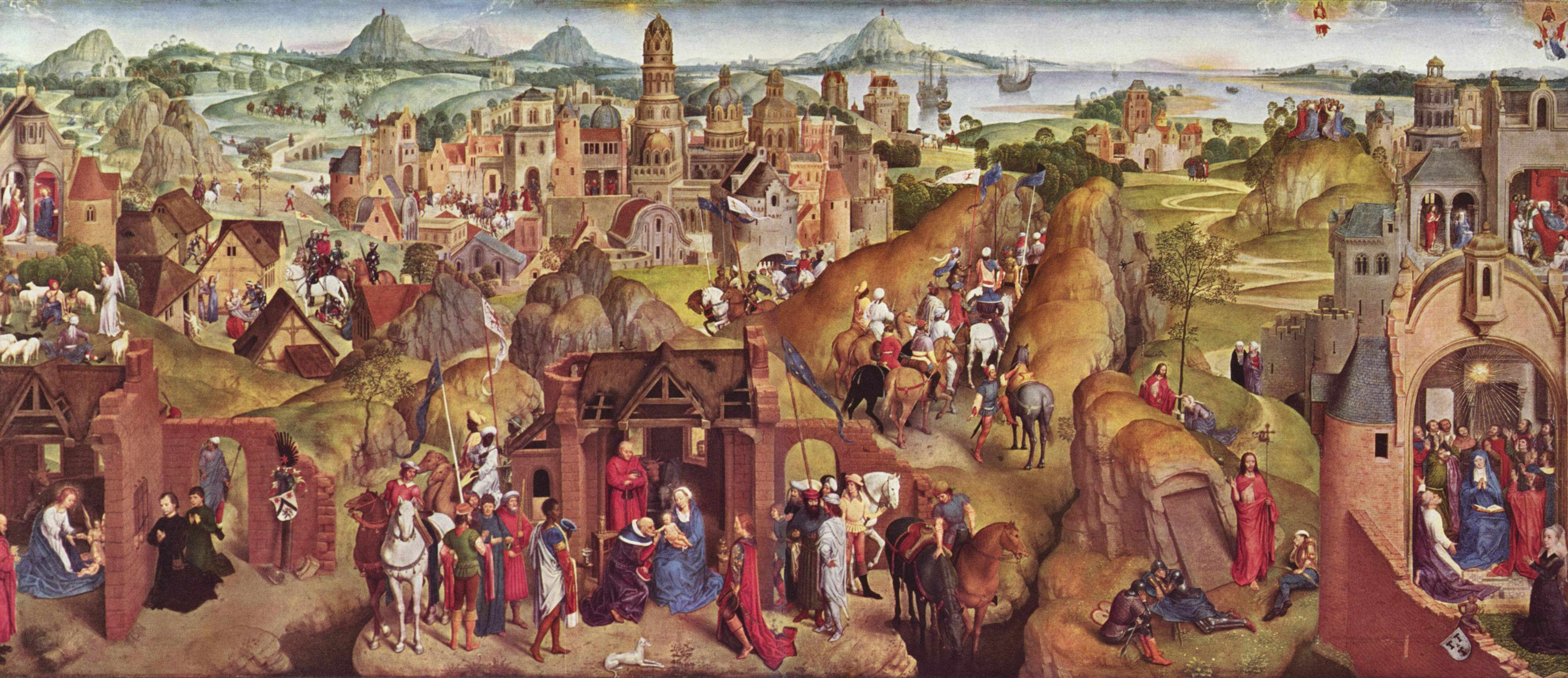
Les Sept Joies de la Vierge, toile de Hans Memling.

- Peste à Lisbonne[26].

## Naissances en 1480
- ? : Jean Clouet, peintre portraitiste originaire des Pays-Bas bourguignons († 1541).
- Leonhard von Eck, chancelier bavarois († 17 mars 1550).
- Mathias Grünewald, peintre allemand[27]
- Lucrèce Borgia, protectrice des arts et lettres[28]
- Juan de Ortega, mathématicien espagnol († 1568).
- Date précise inconnue :
  - Andrea Aloigi, peintre italien († 1521).
  - Albrecht Altdorfer, peintre, graveur et architecte allemand.
  - Giovanni Francesco Caroto, peintre italien de l'école véronaise († 1555).
  - Michele Coltellini, peintre italien († 1542).
  - Lorenzo Lotto, peintre vénitien († 1556).
  - Ferdinand Magellan, navigateur et explorateur portugais.
  - Ludovico Mazzolino, peintre italien de l'école de Ferrare († 1528).
  - Gerino da Pistoia, peintre et dessinateur italien († 1529).
  - San Danielo da Pellegrino, peintre italien († 1545).
- Vers 1480 :
  - Domenico Alfani, peintre italien de l'école ombrienne († vers 1553).
  - Albrecht Altdorfer, peintre, graveur et architecte allemand († 12 février 1538).
  - Palma le Vieux, peintre italien  († 30 juillet 1528).
  - Dirk Vellert, graveur et vitrailliste flamand († 1547).
  - Wilhem Ziegler, peintre allemand († vers 1543).

## Décès en 1480
- 6 juillet : Antonio Squarcialupi, compositeur italien (° 27 mars 1416, 63 ans)
- 10 juillet : René Ier de Naples, comte de Guise, duc de Bar, duc de Lorraine, roi de Naples, duc d'Anjou, comte de Provence et de Forcalquier, roi titulaire de Jérusalem et roi d'Aragon (° 1409)

- Tlacaelel, conseiller des souverains aztèques Itzcoatl, Moctezuma Ier et Axayacatl (ou 1487)